# Митьковский, Андрей Александрович
Андрей Александрович Митьковский (род. 28 февраля 1999 года, Тольятти) — российский регбист, играющий на позиции полузащитника схватки в команде «Булава».

## Карьера игрока

### Клубная
Регби начал заниматься в 2010 году в Таганроге, воспитанник СДЮШОР-13. С 2016 года в «Булаве». За основную команду дебютировал в 2019 году. Перед сезоном 2020 года, после ухода из команды опытного Попкова, стал безоговорочным игроком стартового состава.

### В сборной
В 2017 вызывался на учебно-тренировочный сбор молодёжки. В 2019 попал в окончательный состав России U-20 на чемпионат Европы 2019 года. Россияне турнир провалили, проиграв все три матча. В 2018 году был в составе сборной Краснодарского края на юниорском Первенстве России.